# Petr Soukup (fotbalista)
Petr Soukup (* 13. května 1987 je český fotbalový útočník, který momentálně hraje za MFK Frýdek-Místek.